# Filipinas
Filipinas (em filipino: Pilipinas, pronunciado: [ˌpɪlɪˈpinɐs]; em inglês:  Philippines, pronunciado: [ˈfɪlɨpiːnz]), oficialmente República das Filipinas (em filipino: Repúbliká ng̃ Pilipinas; em inglês: Republic of the Philippines), é um país localizado no Arquipélago Malaio, no Sudeste Asiático. O arquipélago é delimitado pelo Mar das Filipinas a leste, Mar de Celebes e Mar de Sulu a sul e Mar da China Meridional a oeste. O Estreito de Luzon, a norte, separa as Filipinas de Taiwan, o Estreito de Balabac, a sudoeste, é uma das fronteiras marítimas com a Malásia, e há também fronteira marítima com a Indonésia, a sul, através do Mar de Celebes, e com o Vietnã, através do Mar da China Meridional. Também Palau se situa nas imediações, para sudeste. A sua capital é Manila, enquanto sua cidade mais populosa é Cidade Quezon, ambas fazendo parte da Região Metropolitana de Manila. O país é composto por 7 641 ilhas, que são categorizadas amplamente em três principais divisões geográficas: Luzon, Visayas e Mindanau. Com aproximadamente 300 000 km2, as Filipinas são o 72º maior país do mundo.
Com uma população de mais de 100 milhões de habitantes, as Filipinas são o sétimo país mais populoso da Ásia e o 13º mais populoso do mundo. Um adicional de 12 milhões de filipinos vivem no exterior, o que representa uma das maiores diásporas do mundo. Várias etnias e culturas se encontram em todo o arquipélago. Em tempos pré-históricos, os negritos foram alguns dos primeiros habitantes do arquipélago. Eles foram seguidos por ondas sucessivas de povos austronésios. Vários reinos e nações foram estabelecidos no território, governados por datus, rajás, sultões ou lakans. O comércio com a China, com povos malaios, indianos e muçulmanos também começou a ocorrer.
A chegada de Fernão de Magalhães, em 1521, marcou o início da colonização europeia. Em 1543, o explorador espanhol Ruy López de Villalobos deu ao arquipélago o nome de Las Islas Filipinas, em honra de Filipe II de Espanha. Com a chegada de Miguel López de Legazpi, em 1565, o primeiro assentamento espanhol no arquipélago foi estabelecido, e as Filipinas se tornaram parte do Império Espanhol por mais de 300 anos. Isso resultou na propagação do catolicismo romano, que se tornou a religião predominante no país. Durante este tempo, Manila se tornou o centro asiático do Galeão de Manila, que partia desta com destino à Acapulco, no México, consolidando a frota da prata. No fim do século XIX, ocorreu a Revolução Filipina, resultando na Primeira República do país. Contudo, a Espanha não reconheceu a independência filipina e cedeu o território aos Estados Unidos. A Guerra Filipino-Americana que eclodiu pouco depois terminou com os Estados Unidos estabelecendo o controle sobre o território, que mantiveram até a invasão japonesa das ilhas durante a Segunda Guerra Mundial. Após a libertação, as Filipinas tiveram a independência reconhecida em 4 de julho de 1946, pelos Estados Unidos. Desde então, as Filipinas tiveram um breve período democrático, seguida por uma ditadura que anos mais tarde foi derrubada pela Revolução do Poder Popular.
O grande tamanho da população das Filipinas e o potencial econômico a levaram a ser classificada como uma das potências regionais do Sudeste Asiático. As Filipinas são consideradas um mercado emergente e um país recentemente industrializado, que tem uma economia em transição de ser baseada na agricultura para ser mais baseada em serviços e manufatura. Entretanto, o país ainda enfrenta notáveis problemas sociais, além de baixo PIB per capita e alta dívida pública. É um membro fundador da Organização das Nações Unidas (ONU), Organização Mundial do Comércio (OMC), Associação de Nações do Sudeste Asiático (ASEAN) e Cúpula do Leste Asiático (CLA). A posição das Filipinas como um país insular no Anel de Fogo do Pacífico e próximo à linha do equador torna o país sujeito a terremotos e tufões. O país possui uma variedade de recursos naturais e um nível de biodiversidade globalmente significativo. A geografia da ilha de baixa altitude torna o país vulnerável às mudanças climáticas, aumentando o risco de tufões e aumento do nível do mar.

## Etimologia
O explorador espanhol Ruy López de Villalobos, durante sua expedição em 1542, chamou as ilhas de Leyte e Samar de "Felipinas" em homenagem a Filipe II da Espanha, então Príncipe das Astúrias. No fim, o nome "Las Islas Filipinas" seria usado para cobrir as possessões espanholas do arquipélago. Antes do estabelecimento do domínio espanhol, outros nomes como Islas del Poniente (Ilhas do Oeste) e o nome de Magalhães para as ilhas, San Lázaro, também foram usados pelos espanhóis para se referir às ilhas da região.
Durante a Revolução Filipina, o Governo Revolucionário proclamou o estabelecimento da República Filipina ou República Filipina. Do período da Guerra Hispano-Americana (1898) e da Guerra Filipino-Americana (1899–1902) até o período da Comunidade (1935–1946), as autoridades coloniais americanas referiram-se ao país como Ilhas Filipinas, uma tradução do nome espanhol. Os Estados Unidos iniciaram o processo de alteração da referência ao país de Ilhas Filipinas para Filipinas, especificamente quando foi mencionado no Ato de Autonomia das Filipinas ou na Lei de Jones. O título oficial completo, República das Filipinas, foi incluído na constituição de 1935 como o nome do futuro estado independente, e também é mencionado em todas as revisões constitucionais posteriores.

## História

### Primeiros povos
Os primeiros habitantes das Filipinas chegaram ao território durante o Paleolítico há, pelo menos, 30 mil anos, sendo os ancestrais dos negritos, primeiros habitantes do arquipélago.
Há quatro mil anos, os austronésios, que formam a população filipina desde então, migram de Taiwan para o arquipélago filipino, deslocando os negritos em regiões remotas e montanhosas das ilhas.
Por volta de 1 000 a.C., o arquipélago filipino já havia evoluído para um conjunto de povos separados em diferentes ilhas, que tinham relações de amizade (por meio do comércio e alianças) ou de inimizade (guerreando entre si).
A partir do século III, as relações comerciais e diplomáticas entre os povos filipinos e os reinos da Malásia e Indonésia, estes últimos fortemente influenciados pela cultura hindu, introduziram influências culturais da Índia no arquipélago, como as religiões hindu e budista. Aos poucos, começam a surgir formas de organização mais complexa entre os povos das Filipinas.
No século X, a região da Baía de Manila é dominada pelo Reino de Tondo, hindu, que, com o passar do tempo, foi dominando a Luzon, influenciando fortemente na organização das populações locais. Esse reino teve fortes relações comerciais com a China, Índia e os reinos malaios e indonésios.
No século XIII, as ilhas de Sulu e Mindanao entra em contato pela primeira vez com reinos e comerciantes muçulmanos da Malásia, o que introduziu a religião islâmica ali. Em 1405, Sayyid Abu Bakr Abirin, natural de Johor, funda o Sultanato de Sulu. Também no século XV, o Império do Brunei domina parte das ilhas de Sulu e Mindanao e entra em conflito com o Reino de Tondo.

### Colonização europeia

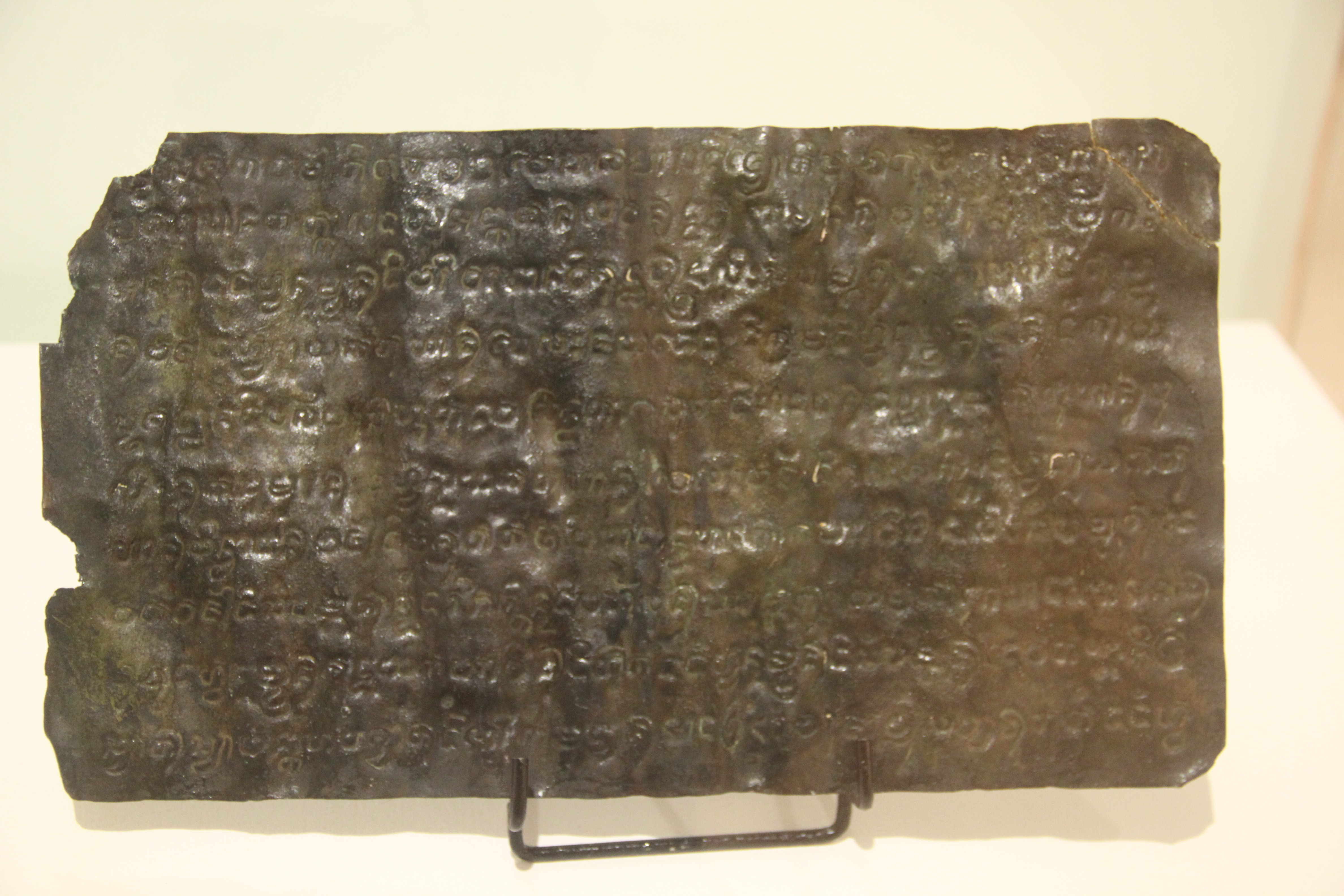
Inscrição em cobre de Laguna, encontrada em Laguna de Bay em 1989 e datada do século X, é o documento escrito mais antigo já encontrado nas Filipinas. O sistema de escrita presente é muito similar aos alfabetos das línguas indianas, o que denota a forte influência cultural indiana nas Filipinas, introduzida por meio de relações comerciais.

Em 1521, a expedição de circum-navegação do português Fernão de Magalhães, a serviço da Espanha, se torna a primeira europeia a alcançar as Filipinas, na procura por uma rota alternativa para o comércio de especiarias, e apelida a região de "San Lázaro". Na ilha de Cebu, convenceu o chefe local Humabon e outros 800 nativos a se converter ao catolicismo. Posteriormente, tentou a mesma ação na ilha de Mactán, porém lá foi morto em 27 de abril pelo chefe local Lapu-Lapu. No arquipélago, os nativos possuíam uma religiosidade na qual seus deuses eram associados à natureza. O catolicismo empregado sofria concessões, ou seja, ajustes de acordo com a cultura local, facilitando, assim, o domínio e aceitação desta religião naquele local. Um exemplo é o fato de muitos nativos considerarem, a sexta-feira, um mau-presságio, e os pescadores fazerem oferendas aos deuses com mutilações; sob o catolicismo, as oferendas passaram a ser feitas na sexta-feira santa.
Em 1543, uma expedição de colonização, liderada por Ruy López de Villalobos, renomeou duas ilhas (Leyte e Samar) para "Filipinas", em homenagem ao Príncipe e futuro Rei da Espanha Filipe II.
Em 1565, conquistadores liderados por Miguel López de Legazpi iniciaram a ocupação das Filipinas pela Espanha, com a criação do primeiro forte em Cebu. Surge, então, a Capitania-Geral das Filipinas, subordinada ao Vice-Reino da Nova Espanha. Em 1571, os espanhóis fundam, no local da antiga capital do Reino de Tondo, a cidade de Manila, capital da capitania a partir de então.
As correntes oceânicas e ventos favoráveis para a navegação entre o arquipélago asiático e a América propiciaram o surgimento do Galeão de Manila, rota comercial que ligava Acapulco à capital filipina. O galeão era importante por trazer tecidos e especiarias para os domínios espanhóis. Ao longo do século XVII, várias escolas foram construídas, como a Universidade de Santo Tomás, em Manila (1611). O fim da rota comercial se deu em 1815, quando a Espanha ficou enfraquecida com a seguida perda do México e a guerra com os Estados Unidos.
A adoção da cultura e hábitos espanhóis e o catolicismo pelos povos filipinos variou muito, com algumas regiões, como os sultanatos de Sulu, Mindanao e Jolo mantendo sua identidade e cultura.
Durante o século XVIII, a região foi atacada por piratas chineses e havia a preocupação com a ocupação por colonizadores neerlandeses, portugueses e ingleses. Entre 1762 e 1764, Manila foi dominada pelos britânicos.

### Movimentos separatistas e domínio estadunidense

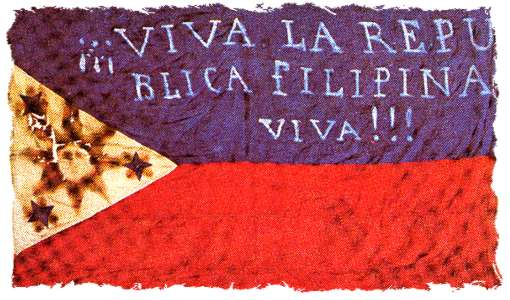
Bandeira dos revolucionários filipinos de 1896

Em 1821, a Espanha reconhece a independência do México e, com isso, a Capitania-Geral das Filipinas passa a ser administrada diretamente com o reino.
Com a independência da América Espanhola, começam a surgir os primeiros movimentos separatistas no arquipélago. Eles se intensificam na segunda metade do século XIX, quando uma elite nativa filipina educada com os moldes europeus começa a criticar a dominação espanhola sob o arquipélago e os abusos coloniais e a fomentar um senso de identidade nacional.
Um dos membros dessa elite, o linguista, médico e escritor José Rizal, hoje herói nacional, iniciou um movimento pela independência. Ao mesmo tempo, uma sociedade secreta chamada Katipunan, chefiada pelo revolucionário Andrés Bonifácio, começou a Revolução Filipina em agosto de 1896. Com isso, os espanhóis procuram por Rizal, refugiado em Dapitan, capturado e enviado para Manila, onde foi julgado e condenado à morte, tendo sido executado em dezembro de 1896.
Entretanto, a morte de Rizal estimulou ainda mais a revolução, levando o General Emílio Aguinaldo a declarar, no dia 12 de junho de 1898, a independência do país e a proclamação da Primeira República das Filipinas.
Em 1898, a Guerra Hispano-Americana começou e atingiu as Filipinas. A Espanha cede as Filipinas aos Estados Unidos junto com Porto Rico e Guam, como resultado da vitória estadunidense. À medida que ficava cada vez mais claro que os Estados Unidos não reconheceriam a Primeira República das Filipinas, a Guerra Filipino-Americana estourou, resultando em um total de 250 mil a um milhão de civis mortos, principalmente devido à fome e doenças. Após a derrota do governo estabelecido por Aguinaldo, um governo civil estadunidense foi estabelecido.
Os desenvolvimentos culturais fortaleceram o desenvolvimento contínuo de uma identidade nacional, e o tagalo começou a se sobressair sobre outras línguas locais. Em 1935, as Filipinas receberam o status de Commonwealth com Manuel Quezon como presidente e Sergio Osmeña como vice-presidente. As prioridades de Quezon eram defesa, justiça social, desigualdade e diversificação econômica e caráter nacional. O tagalo foi designado a língua nacional, o sufrágio feminino foi introduzido e a reforma agrária foi discutida.
Durante a Segunda Guerra Mundial, o Império do Japão invadiu o arquipélago e a Segunda República das Filipinas, sob José P. Laurel, foi estabelecida como um estado-fantoche. A partir de 1942, a ocupação japonesa das Filipinas foi combatida por uma atividade de guerrilha clandestina em grande escala. Atrocidades e crimes de guerra foram cometidos durante o conflito, incluindo a Marcha da Morte de Bataan e o massacre de Manila. As tropas aliadas derrotaram os japoneses em 1945. No final da guerra, estima-se que mais de um milhão de filipinos morreram. Em 11 de outubro de 1945, as Filipinas se tornaram um dos membros fundadores das Nações Unidas. Em 4 de julho de 1946, as Filipinas foram oficialmente reconhecidas pelos Estados Unidos como nação independente por meio do Tratado de Manila e Manuel Roxas se torna o primeiro presidente do país, governando até sua morte, em 1948.

### Período pós-colonial (1946–presente)
Os esforços para acabar com a rebelião Hukbalahap começaram durante o mandato de Elpidio Quirino (1948–1953), no entanto, foi apenas durante a presidência de Ramon Magsaysay (1953–1957) que o movimento foi suprimido. O sucessor de Magsaysay, Carlos P. Garcia (1957–1961), iniciou a Primeira Política Filipina, que foi continuada por Diosdado Macapagal (1961–1965), com a celebração do Dia da Independência mudada de 4 de julho para 12 de junho, data da declaração de Emilio Aguinaldo, e uma reivindicação territorial na parte oriental de Bornéu do Norte.
Em 1965, Macapagal perdeu a eleição presidencial para Ferdinando Marcos, reeleito em 1969. No início de sua presidência, Marcos iniciou vários projetos de infraestrutura, mas, junto com sua esposa Imelda, foi acusado de corrupção, com o desvio de bilhões de dólares em dinheiro público, e de envolvimento das Filipinas na Guerra do Vietnã. Perto do fim de seu mandato, Marcos suspendeu a constituição e declarou lei marcial em 21 de setembro de 1972. Esse período de seu governo efetivamente se tornou uma ditadura, caracterizada por repressão política, censura e violações dos direitos humanos.
Em 21 de agosto de 1983, o líder da oposição ao regime de Ferdinando Marcos, Benigno Aquino Jr., foi assassinado na pista do Aeroporto Internacional de Manila. Em meio à pressão internacional, Marcos convocou uma eleição presidencial antecipada em 1986 e foi proclamado vencedor, em um pleito amplamente considerado fraudado. Os protestos resultantes levaram à Revolução do Poder Popular, que forçou Marcos, sua família e muitos de seus apoiadores a fugirem para o Havaí, resultando na posse da viúva de Aquino, Corazon Aquino, como presidente.
O retorno da democracia e das reformas governamentais iniciadas em 1986 foram prejudicadas pela dívida nacional, corrupção política, tentativas de golpe, uma persistente rebelião comunista encabeçada pela guerrilha Novo Exército Popular e um conflito com separatistas islâmicos Moro. O governo também enfrentou uma série de desastres, incluindo o naufrágio do MV Doña Paz em dezembro de 1987 e a erupção do Monte Pinatubo em junho de 1991. Aquino foi sucedida pelo general aposentado Fidel V. Ramos (1992–1998), cujo desempenho econômico, com taxa de crescimento de 3,6%, foi ofuscado pelo início da crise financeira asiática de 1997.
O sucessor de Ramos, Joseph Estrada (1998–2001), foi derrubado pela Segunda Revolução do Poder Popular em 2001 e sucedido por sua vice-presidente, Gloria Macapagal Arroyo, em 20 de janeiro de 2001, reeleita em 2004. O governo Arroyo (2001–2010) foi marcado pelo crescimento econômico, mas foi manchado pela corrupção, escândalos políticos e uma onda de assassinatos em 2006, na qual o governo nega participação, de militantes de esquerda, jornalistas e sindicalistas.
O governo de Noynoy Aquino (2010–2016), filho de Benigno e Corazon Aquino, foi marcado pela continuidade do crescimento econômico, a pressão por boa governança e transparência por parte do presidente e as tensões com a China, por causa das disputas territoriais no mar da China Meridional. Em novembro de 2013, o tufão Haiyan devastou a parte central do arquipélago, afetou mais de 11 milhões de filipinos e matou mais de cinco mil pessoas; a imprensa criticou duramente a lenta resposta do governo de Noynoy Aquino ao desastre natural. O ex-prefeito da Cidade Davao, Rodrigo Duterte, venceu as eleições presidenciais de 2016. Em seu mandato (2016–2022), Duterte lançou uma controversa campanha antidrogas, criticada internacionalmente, e um plano de infraestrutura. Em 2016, como parte do acordo de paz com os separatistas Moro, foi criada a região autônoma de Bangsamoro. No início de 2020, a pandemia de COVID-19 atingiu o país fazendo com que a economia se contraísse em 9,5% em termos de Produto Interno Bruto desde o início dos registros em 1947. Em 2022, Bongbong Marcos, filho de Ferdinand e Imelda Marcos, é eleito presidente e toma posse, com a promessa de geração de empregos, preços menores, investimentos em agricultura e infraestrutura e unidade nacional.

## Geografia

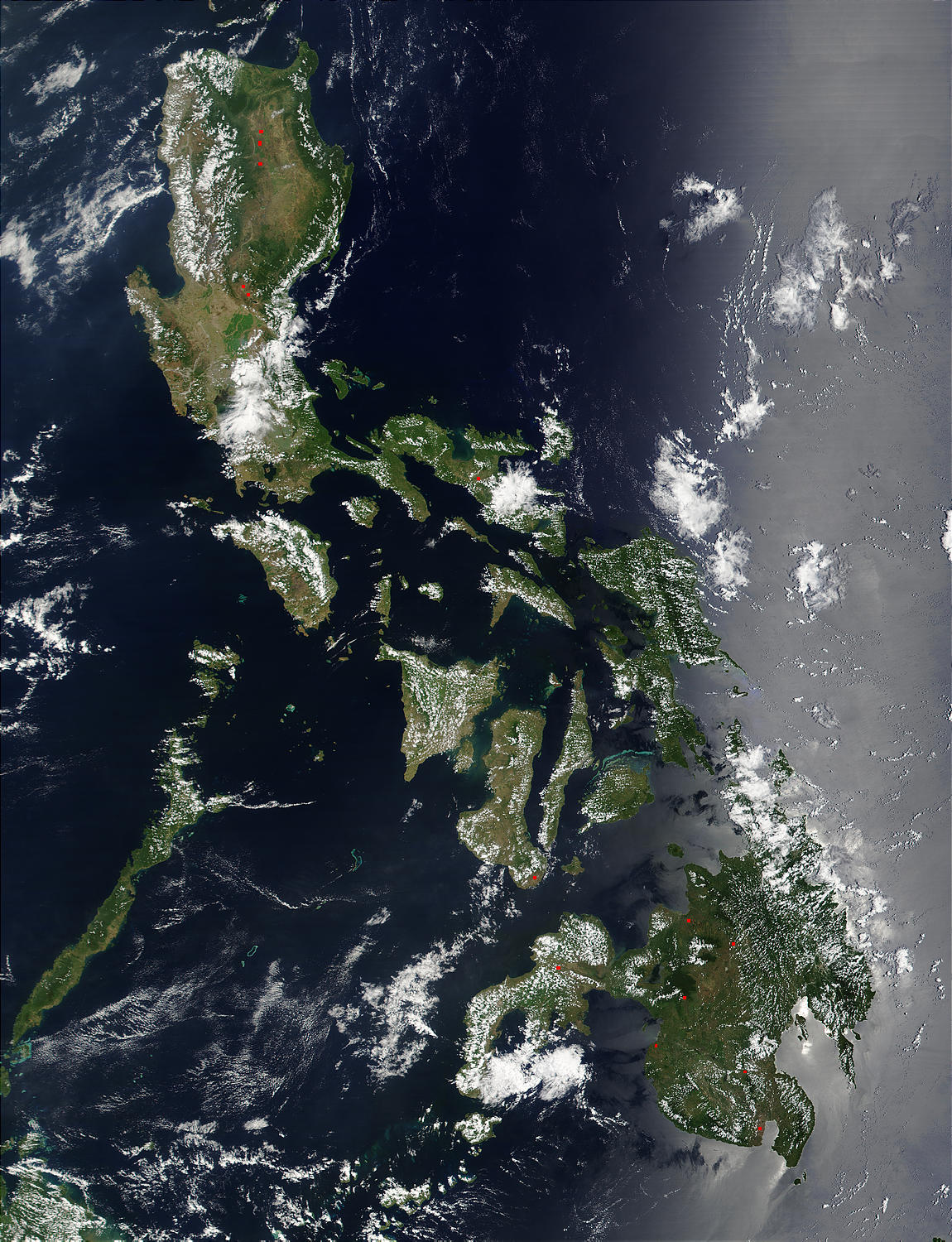
Imagem de satélite das Filipinas.

As Filipinas são um arquipélago de 7107 ilhas com uma área terrestre total de cerca de 300 mil km², localizadas entre as longitudes 116° 40' e 126° 34' E e as latitudes 4° 40' e 21° 10' N, entre Taiwan, a norte, o Mar das Filipinas a leste, o Mar de Celebes, a sul e o Mar da China Meridional a oeste. As ilhas costumam ser divididas em três grupos: Luzon, a norte, Visayas, no centro e Mindanao, no Sul. O movimentado porto de Manila, em Luzon (a maior ilha), é a capital do país e a sua segunda maior cidade, depois de Cidade Quezon.
O clima é quente, húmido e tropical. A temperatura média anual ronda os 26,5 °C. Os filipinos costumam falar de três estações: o Tag-init ou Tag-araw (a estação quente, ou verão, que dura de março a maio), o Tag-ulan (a estação chuvosa entre junho e novembro) e o Tag-lamig (a estação fria, de dezembro a fevereiro).
A maior parte das acidentadas ilhas estava originalmente coberta por florestas húmidas. A origem das ilhas é vulcânica. O ponto mais elevado é o monte Apo em Mindanao, com 2 954 m. Muitos dos vulcões do país, como o Pinatubo, estão activos. O país está também integrado na região de tufões do Pacífico ocidental e é atingido por uma média de 19 tufões por ano. Grande parte das ilhas encontra-se numa placa tectónica encravada entre as placas Euroasiática e do Pacífico — a Placa das Filipinas.

### Biodiversidade

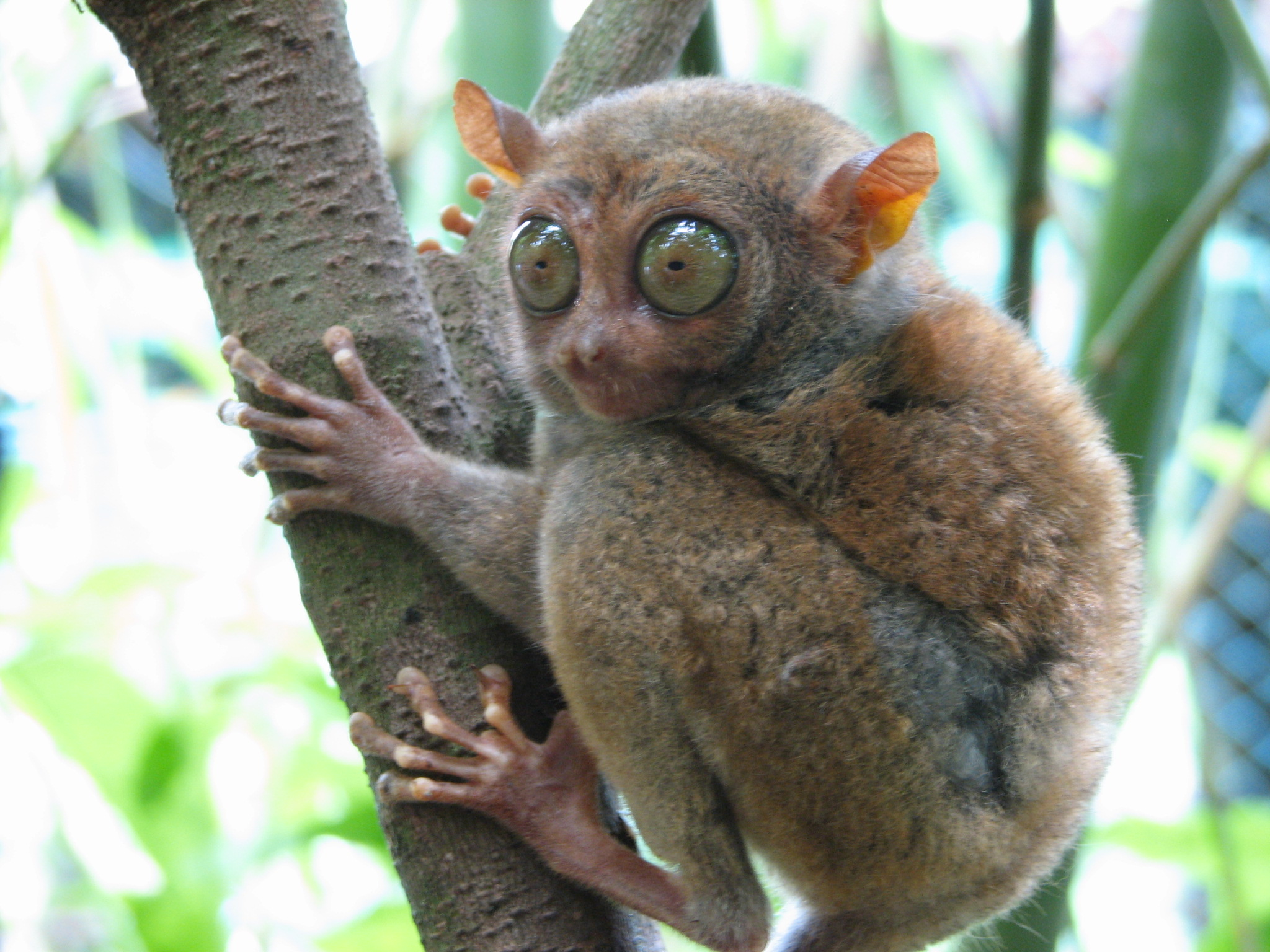
O Carlito syrichta, conhecido localmente como mawmag, um dos menores mamíferos do mundo.

Suas florestas tropicais e seus extensos litorais tornam as Filipinas o lar de uma grande variedade de pássaros, plantas, animais e criaturas marinhas. O arquipélago asiático é considerado um dos dez países megadiversos do mundo. Cerca de 1 100 espécies de vertebrados terrestres podem ser encontrados nas Filipinas, incluindo mais de 100 espécies de mamíferos e 170 espécies de aves que são endêmicas da região. As Filipinas têm uma das mais altas taxas de descoberta de novas espécies de seres vivos do mundo, com dezesseis novas espécies de mamíferos descobertas nos últimos dez anos. Devido a isso, a taxa de endemismo no país subiu e provavelmente vai continuar a subir.
Não há grandes predadores no território filipino, com exceção de cobras, como pítons, crocodilos-de-água-salgada e aves de rapina, como a águia-das-filipinas, considerada a ave-símbolo nacional e que os cientistas sugerem ser a maior águia do mundo. O maior crocodilo em cativeiro, conhecido localmente como "Lolong", foi capturado no sul da ilha de Mindanao.
Outros animais nativos incluem o musang, o dugongo e o mawmag, associado com Bohol. Com cerca de 13 500 espécies de plantas no país, sendo que 3 200 são exclusivas das ilhas, as florestas tropicais Filipinas apresentam uma grande variedade, incluindo muitos tipos raros de orquídeas e raflésias.

### Clima

Tufão Haiyan (conhecida localmente como Yolanda) em seu pico de intensidade.

As Filipinas têm um clima tropical marítimo que é geralmente quente e úmido. Há três estações: tag-init ou tag-araw, a estação seca e quente (ou verão) de março a maio; tag-ulan, a estação chuvosa, de junho a novembro; e tag-lamig, a estação fria e seca, de dezembro a fevereiro. A monção sudoeste (de maio a outubro) é conhecido como o Habagat e os ventos secos da monção nordeste (de novembro a abril), como Amihan. As temperaturas variam geralmente de 21 °C a 32 °C, embora possa ficar mais frio ou mais quente dependendo da época do ano. O mês mais frio é janeiro; o mais quente é maio.
A temperatura média anual é de cerca de 26,6 °C. Ao considerar a temperatura, a localização em termos de latitude e longitude não é um fator significativo. Seja no extremo norte, sul, leste ou oeste do país, as temperaturas ao nível do mar tendem a ser as mesmas. Altitude geralmente tem mais impacto. A temperatura média anual da cidade de Baguio, a uma altitude de 1 500 m acima do nível do mar, é de 18,3 °C, o que a torna um destino popular durante os verões quentes do país.
Localizada no chamado "anel de tufões", a maioria das ilhas enfrentam chuvas torrenciais anuais e trovoadas de julho a outubro, com cerca de dezenove tufões no território marítimo do país em um ano típico, sendo que oito ou nove chegam a terra firme. A média de precipitação anual é de até 5 000 mm na costa leste montanhosa, mas inferior a 1 000 mm em alguns dos vales.

## Demografia

Densidade populacional por província (2009).

A população das Filipinas aumentou cerca de 28 milhões de pessoas entre 1990 e 2008, um crescimento de 45% nesse período. O primeiro censo oficial foi realizado em 1877 e registrou uma população de 5 567 685 habitantes.
Estima-se que metade da população resida na ilha de Luzon. A taxa de crescimento populacional foi de 3,21% entre 1995 e 2000, mas diminuiu para cerca de 1,95% para o período 2005–2010 e continua a ser uma questão controversa. A idade média da população é de 22,7 anos, sendo que 60,9% têm entre 15 e 64 anos de idade. A expectativa de vida ao nascer é de 71,94 anos, sendo 75,03 anos para as mulheres e 68,99 anos para os homens.
Desde a liberalização das leis de imigração dos Estados Unidos em 1965, o número de pessoas nos Estados Unidos que tem ascendência filipina tem crescido substancialmente. Em 2007, havia uma estimativa de 12 milhões de filipinos vivendo no exterior.
De acordo com as estimativas oficiais, as Filipinas atingiram 100 milhões de habitantes em 27 de julho de 2014, tornando-se o 12º país a alcançar este número.

### Cidades mais populosas
A Grande Manila é a mais populosa das 12 áreas metropolitanas das Filipinas e a 11ª mais populosa do mundo. Segundo o censo de 2007, a região tinha uma população de 11 553 427 habitantes, o que compreende 13% da população nacional. Ao incluir os subúrbios de províncias adjacentes (como Bulacão, Cavite, Laguna e Rizal), a população da Grande Manila chega a 21 milhões de pessoas.

### Grupos étnicos

Mapa das Filipinas com os grupos étnicos principais.

De acordo com o censo de 2000, 28,1% dos filipinos são tagalos, 31,6% vissaianos (sendo 13,1% cebuanos, 7,5% hiligaynons, 3,4% warays e 7,6% outros), 9% ilocanos, 6% bicolanos e 25,3% declaram-se como de "outra etnia", que pode ser dividida ainda mais para identificar grupos não tribais mais distintos, como os moros, pampanguenses, pangasineses, ibanagues e ivatans, e também há mais povos como os igorots (nativos da Região Administrativa de Cordillera), lumads, mangians (nativos da ilha de Mindoro), bajaus e as tribos de Palawan.
Os negritos, como a aeta e os ati, são os primeiros habitantes das ilhas e sua população atual é estimada em apenas 15 mil indivíduos.
Os filipinos pertencem a vários grupos étnicos asiáticos classificados linguisticamente como parte dos austronésios ou malaio-polinésios. Acredita-se que, há quatro mil anos, aborígenes de Taiwan, falantes de línguas austronésias, migraram para as Filipinas, deslocando os negritos para regiões mais remotas.
As Filipinas também abrigam comunidades de imigrantes de diversos lugares, como China, Espanha, México, Estados Unidos, Índia, Coreia do Sul e Japão. Duas minorias não indígenas importantíssimas são os chineses e os espanhóis. Os chineses, em sua maioria, descendem de imigrantes vindos de Fujian, que chegaram durante o período colonial. Embora não haja um número oficial, estima-se que 18 milhões de filipinos possuam alguma ancestralidade chinesa.
Ao menos um terço da população de Luzon, bem como de algumas regiões de Visayas e Zamboanga, tem alguma ascendência espanhola, a partir de diversos pontos de origem, que vão desde a América Latina (sobretudo México, mas também Peru e Colômbia) até a Espanha. Outras minorias não indígenas importantes são indianos, anglo-americanos e coreanos. Descendentes de casais mistos são conhecidos como "mestizos".

### Religiões
Religião nas Filipinas pela CIA

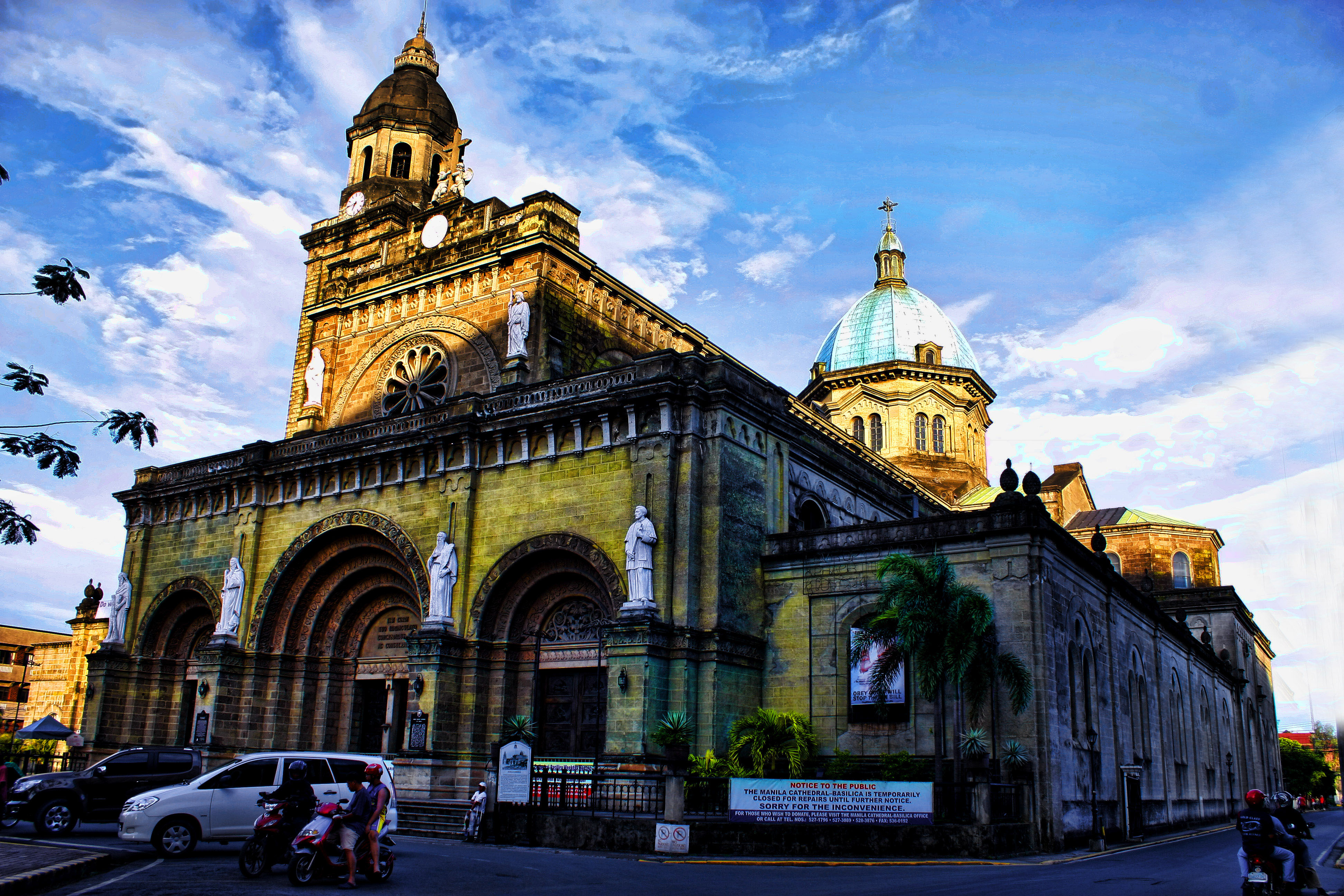
Catedral de Manila.

No país, há uma separação constitucional entre igreja e Estado. Como resultado da influência cultural espanhola, as Filipinas são um dos dois países da Ásia predominantemente católicos, sendo o outro Timor-Leste (este colonizado por portugueses). Mais de 90% da população é cristã. Em 2011, estimou-se que 75,5 milhões de filipinos, ou cerca de 80% da população, professavam o catolicismo. O Instituto Nacional de Estatística constatou que 2,45% da população nas Filipinas é afiliada com a Iglesia ni Cristo, tornando-se a terceira maior religião nas Filipinas e o segundo maior grupo cristão no país. O restante pertence a outras denominações cristãs, como A Igreja de Jesus Cristo dos Santos dos Últimos Dias (mórmons), as Testemunhas de Jeová, o Reino de Jesus Cristo, Membros da Igreja de Deus Internacional e uma variedade de confissões protestantes, como a Igreja Independente Filipina, Igreja Adventista do Sétimo Dia e a Igreja Unida de Cristo nas Filipinas. Algumas fontes mostram que o cristianismo é seguido por 85% da população do país.
É o único país do mundo onde o divórcio é proibido.
De acordo com a Comissão Nacional de Muçulmanos das Filipinas (NCMF), a partir de 2012 11% da população era muçulmana, a maioria dos quais vivem em partes de Mindanao, Palawan, e o Arquipélago de Sulu — uma área conhecida como Bangsamoro. Alguns migraram para áreas urbanas e rurais em diferentes partes do país. A maioria dos filipinos muçulmanos praticam o islamismo sunita. Há registros de alguns muçulmanos ahmadiyya no país.
Religiões tradicionais Filipinas são praticadas por um número estimado de 2% da população, compostos de muitos grupos indígenas e tribais. Estas religiões são muitas vezes sincretizadas com o cristianismo e o islamismo. O animismo e o xamanismo continuam presentes, através do albularyo, do babaylan e do hilot. O Budismo é praticado por 1% da população, e a partir de 2010, juntamente com o taoísmo e a religião tradicional chinesa, era dominante nas comunidades chinesas. Não há menor número de seguidores do hinduísmo, siquismo, judaísmo e Fé bahá'í. Cerca de 1% a 11% da população é não religiosa.

## Governo e política

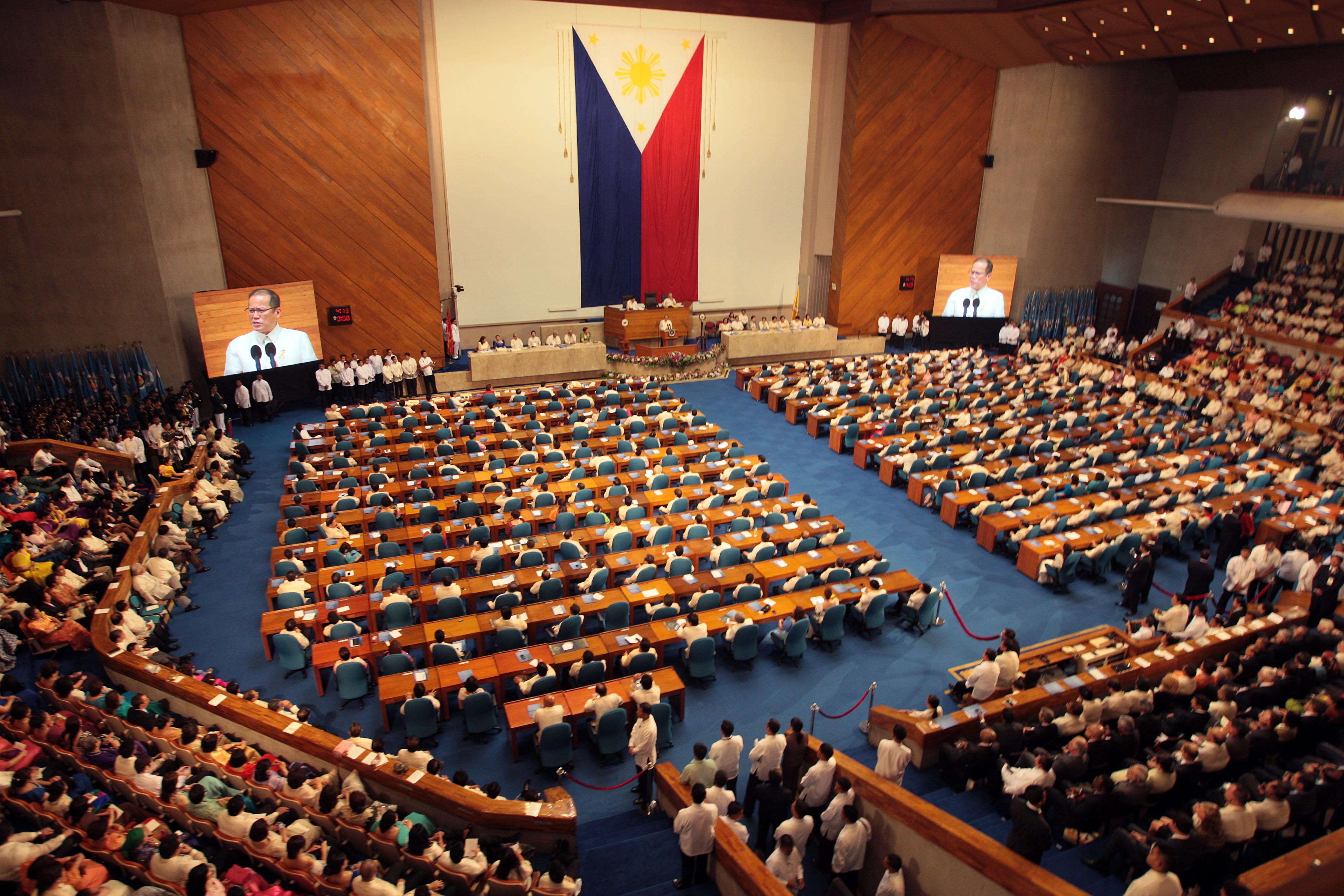
Complexo Batasang Pambansa, na Cidade Quezon, sede da Câmara dos Deputados.

As Filipinas têm um governo democrático, sob a forma de uma república constitucional com um sistema presidencial. O país é governado como um Estado unitário, com a excepção da Região Autônoma do Mindanau Muçulmano, que é em grande parte livre do governo nacional. Houve tentativas de mudar o sistema política do país para o federalismo, unicameralismo e parlamentarismo desde a administração Ramos.
O presidente tem a função de ser o chefe de Estado, chefe de governo e o comandante em chefe das forças armadas do país. Ele é eleito por voto popular para um único mandato de seis anos, durante o qual ele ou ela nomeia e preside o gabinete. O congresso bicameral é composto pelo senado, que serve como a câmara alta, com membros eleitos para um mandato de seis anos, e pela Câmara dos Deputados, a câmara baixa, com membros eleitos para um mandato de três anos. Os senadores são eleitos em geral, enquanto os deputados são eleitos pelos distritos legislativos e através de representação setorial. O poder judicial é exercido pelo Supremo Tribunal de Justiça, composto por um Chefe de Justiça como seu presidente e quatorze juízes associados, os quais são nomeados pelo presidente através de candidaturas apresentadas pelo Conselho Judicial.
Atualmente, o Presidente da República das Filipinas é Bongbong Marcos, que assumiu o governo em 25 de maio de 2022 pelo PDP-Laban (Partido Democrático Filipino-Poder Popular). Já foi bastante criticado por ter ofendido Barack Obama e a União Europeia em discursos oficiais, embora seu governo possua uma aprovação acima dos 60%.

### Relações internacionais

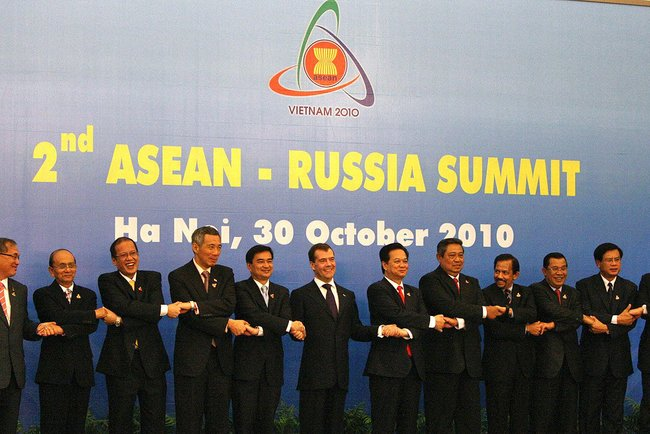
O presidente Benigno Aquino III na cúpula da ASEAN em 2010.

As relações internacionais das Filipinas estão baseadas no comércio com outras nações e no bem-estar dos 11 milhões de filipinos que vivem no exterior. Como um fundador e membro ativo da Organização das Nações Unidas, o país foi eleito várias vezes como membro temporário do Conselho de Segurança. O país é um participante ativo no Conselho de Direitos Humanos das Nações Unidas, bem como em missões de paz, particularmente no Timor-Leste.
Além de membro das Nações Unidas, o país também é fundador e membro ativo da Associação das Nações do Sudeste Asiático (ASEAN), uma organização destinada a reforçar as relações e promover o crescimento econômico e cultural entre os países da região do Sudeste Asiático. A Filipinas já receberam várias cúpulas e são um contribuinte ativo para a direção das políticas do bloco.
O governo filipino valoriza as suas relações com os Estados Unidos. O país apoiou os norte-americanos durante a Guerra Fria e a Guerra ao Terror e é um principal aliado extra-OTAN.

### Forças armadas

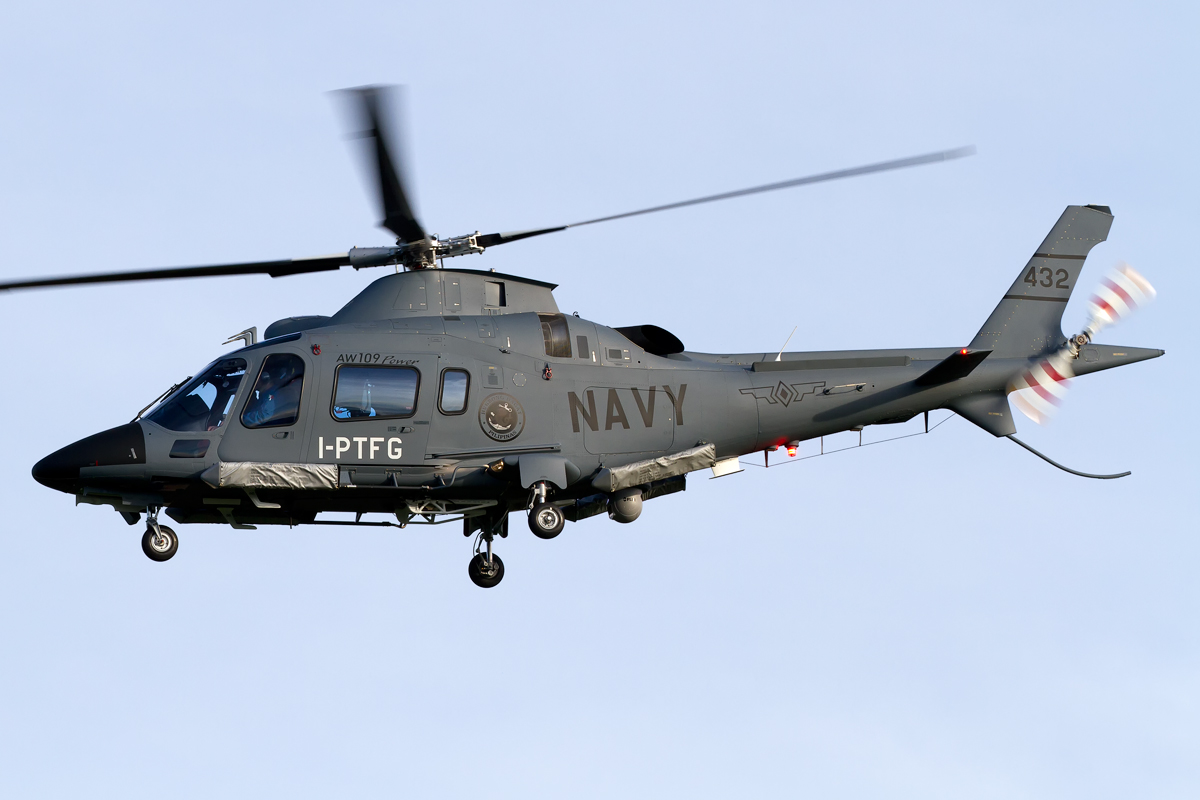
Helicóptero AgustaWestland AW109 da Marinha Filipina.

As Forças Armadas das Filipinas são responsáveis pela segurança nacional e são compostas de três ramos: a Força Aérea, o Exército e a Marinha Filipina (incluindo o Corpo de Fuzileiros Navais). Atualmente, a adesão às forças armadas é voluntária, no entanto, de acordo com o artigo II da Constituição das Filipinas, a conscrição pode ser possível. A segurança civil é tratado pela Polícia Nacional das Filipinas no âmbito do Ministério do Interior e da Administração Local.
As Filipinas tem sido um aliado dos Estados Unidos desde a Segunda Guerra Mundial. Um tratado de defesa mútua entre os dois países foi assinado em 1951. O país apoiou as políticas norte-americanas durante a Guerra Fria e participou das guerras da Coreia e do Vietnã. Após o início da Guerra ao Terror, as Filipinas fizeram parte da coalizão internacional que deu apoio aos Estados Unidos no Iraque.

## Subdivisões

### Províncias
As Filipinas estão organizadas numa hierarquia de unidades de governo local, em que a província é a unidade primária. O arquipélago das Filipinas está dividido em três grupos de ilhas: Luzon, Mindanau e Visayas. Por sua vez, estas estão divididas em 18 regiões, 80 províncias, 138 cidades, 1 496 municípios e 42 025 barangays, com esta última sendo a menor unidade de governo. Em adição, a Seção 2 da Lei da República Nº. 5 446 afirma que a definição das águas territoriais em todo o território Filipino, não tem efeito sobre a região de Sabá.
As províncias encontram-se agrupadas em 17 regiões administrativas, onde os diversos ministérios estabelecem escritórios regionais, mas não têm um governo local separado, com exceção da Região Autônoma do Mindanau Muçulmano (Autonomous Region in Muslim Mindanao ou ARMM) e Cordillera.
A Região Autônoma do Mindanau Muçulmano (ARMM) é uma região autônoma. Ao contrário de outras regiões administrativas, regiões autónomas têm poder político adicional, e ter um governador e administração regional. Além disso, a Constituição permite a criação de uma região autónoma na Cordilheira Central. No entanto, apenas o ARMM foi aprovada pelos eleitores em um plebiscito. Eleitores da Cordilheira Central rejeitaram a autonomia em 1990 e em 1998; daí a Região Administrativa da Cordilheira permanece como uma região administrativa regular com nenhum poder ou funcionários adicionados.

## Economia

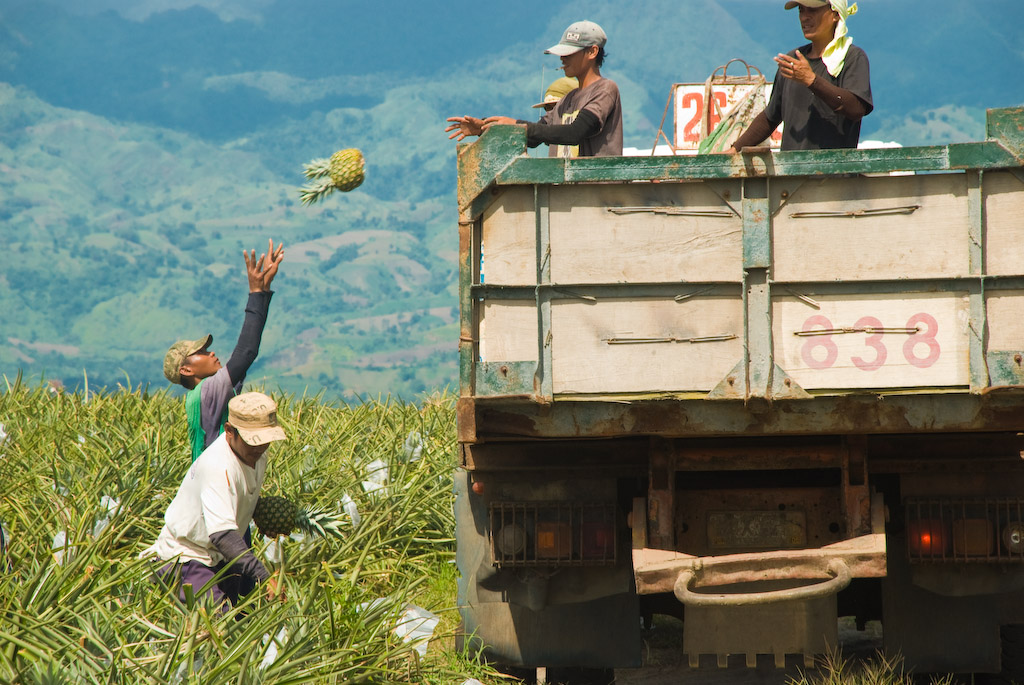
Agricultores colhendo abacaxis em Cotabato do Sul, Mindanao.

A economia das Filipinas é a 39ª maior do mundo, com um produto interno bruto (PIB) nominal estimado em 289,6 bilhões de dólares. As exportações primárias do país incluem semicondutores e produtos eletrônicos, equipamentos de transporte, vestuário, produtos de cobre, produtos de petróleo, óleo de coco e frutas. Os principais parceiros comerciais incluem os Estados Unidos, Japão, China, Singapura, Coreia do Sul, Países Baixos, Hong Kong, Alemanha, Taiuã e Tailândia. A sua unidade de moeda é o peso filipino (₱ ou PHP).
Como um país recém-industrializado, as Filipinas fizeram a transição de uma economia baseada na agricultura para uma economia com maior ênfase nos serviços e na manufatura. Da força de trabalho total de cerca de 40,813 milhões de pessoas, o setor agrícola emprega cerca de 32% e é responsável por 14% do PIB. Em 2018, foi um dos cinco maiores produtores mundiais de coco, abacaxi, banana e castanha de caju e tem grandes produções de arroz, borracha natural, cana de açúcar, milho, manga e mamão. Na mineração, em 2019, o país era o segundo maior produtor mundial de níquel e o quarto maior produtor mundial de cobalto. O setor industrial emprega cerca de 14% da força de trabalho e responde por 30% do PIB. Em 2019, era a 27ª indústria mais valiosa do mundo (US$ 69,5 bilhões), de acordo com o Banco Mundial. Neste ano, foi o maior produtor mundial de óleo de coco e o 16º maior produtor mundial de cerveja. Enquanto isso, 47% dos trabalhadores envolvidos no setor de serviços eram responsáveis por 56% do PIB filipino.
Após a Segunda Guerra Mundial, as Filipinas foram por um tempo considerado como o segundo país mais rico da Ásia Oriental, ao lado apenas do Japão. Em 1960, o desempenho econômico começou a ser ultrapassado. A economia estagnou sob a ditadura do presidente Ferdinand Marcos, visto que o regime fez uma má gestão econômica e criou volatilidade política. O país sofreu com o crescimento econômico lento e crises de recessão econômica. Somente na década de 1990 com um programa de liberalização econômica que a economia começou a se recuperar.
A crise financeira asiática de 1997 afetou a economia, o que resultou em um declínio prolongado do valor do peso filipino e quedas no mercado de ações, mas houve sinais de progresso desde então. Em 2004, a economia experimentou 6,4% de crescimento do PIB e de 7,1% em 2007, seu ritmo mais rápido de crescimento em três décadas. O crescimento médio anual do PIB per capita no período entre 1966 e 2007 ainda está em 1,45%, em comparação com uma média de 5,96% para o Leste da Ásia e região do Pacífico como um todo. Além disso, a renda de 45% da população filipina ainda permanece em menos de 2 dólares por dia.

Principais produtos de exportação das Filipinas em 2019.

A economia depende muito das remessas que os filipinos que vivem no exterior mandam para o país, o que chega a superar o investimento estrangeiro direto como uma fonte de moeda estrangeira. As remessas atingiram o pico em 2010, representando 10,4% do PIB nacional. O desenvolvimento regional é desigual, sendo que a ilha de Luzon concentra a maior parte do crescimento econômico (especialmente na área da Grande Manila), em detrimento das outras regiões. O governo, no entanto, tenta tomar algumas medidas para distribuir melhor o crescimento econômico, através da promoção de investimentos em outras áreas do país. Apesar das limitações, as indústrias de serviços, como o turismo, têm sido identificadas como áreas com algumas das melhores oportunidades de crescimento para o país.
O Goldman Sachs incluiu o país em sua lista das economias chamadas de "Próximos Onze", mas a China e a Índia surgiram como seus principais concorrentes econômicos. O Goldman Sachs estima que, até o ano de 2050, as Filipinas serão a 20ª maior economia do mundo. O HSBC também projeta que a economia local irá se tornar a 16ª maior do mundo, a quinta maior economia da Ásia e a maior economia da região do Sudeste Asiático até o ano de 2050. O país é membro do Banco Mundial, do Fundo Monetário Internacional (FMI), da Organização Mundial do Comércio (OMC), do Banco Asiático de Desenvolvimento, entre outros grupos e instituições.

### Turismo

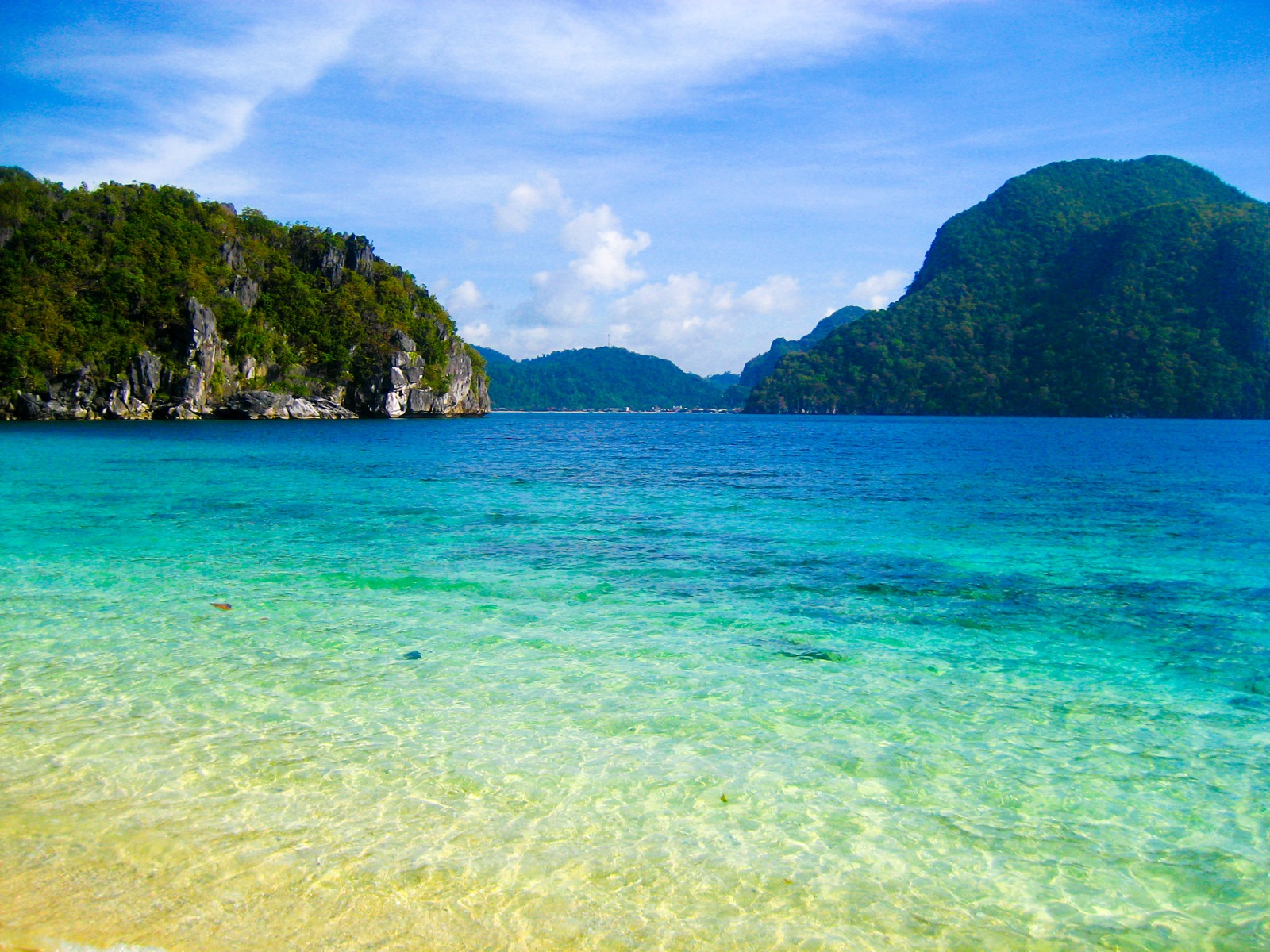
El Nido, local conhecido por suas praias e formações rochosas.

O setor de viagens e turismo é um dos principais contribuintes para a economia filipina, contribuindo com 7,1% de participação no PIB e empregando 1 226 500 pessoas, o que representou 3,2% do total de empregos no país em 2013. A indústria turística local havia crescido 4,8 bilhões de dólares em 2013.
Cerca de 2,5 milhões de visitantes internacionais chegaram ao país de janeiro a junho de 2014, uma alta de 2,22% em relação ao mesmo período de 2013. Coreia do Sul, China e Japão foram responsáveis por 58,78%, enquanto a América respondeu por 19,28% e a Europa por 10,64%. O Departamento de Turismo tem a responsabilidade pela gerir e promover o setor do turismo.
Como um arquipélago constituído por 7 107 ilhas, as Filipinas têm várias praias, cavernas e outras formações rochosas. As atrações turísticas do país incluem as praias de areia branca de Boracay, considerada a melhor ilha do mundo pela Travel + Leisure, em 2012.

## Infraestrutura

### Transportes

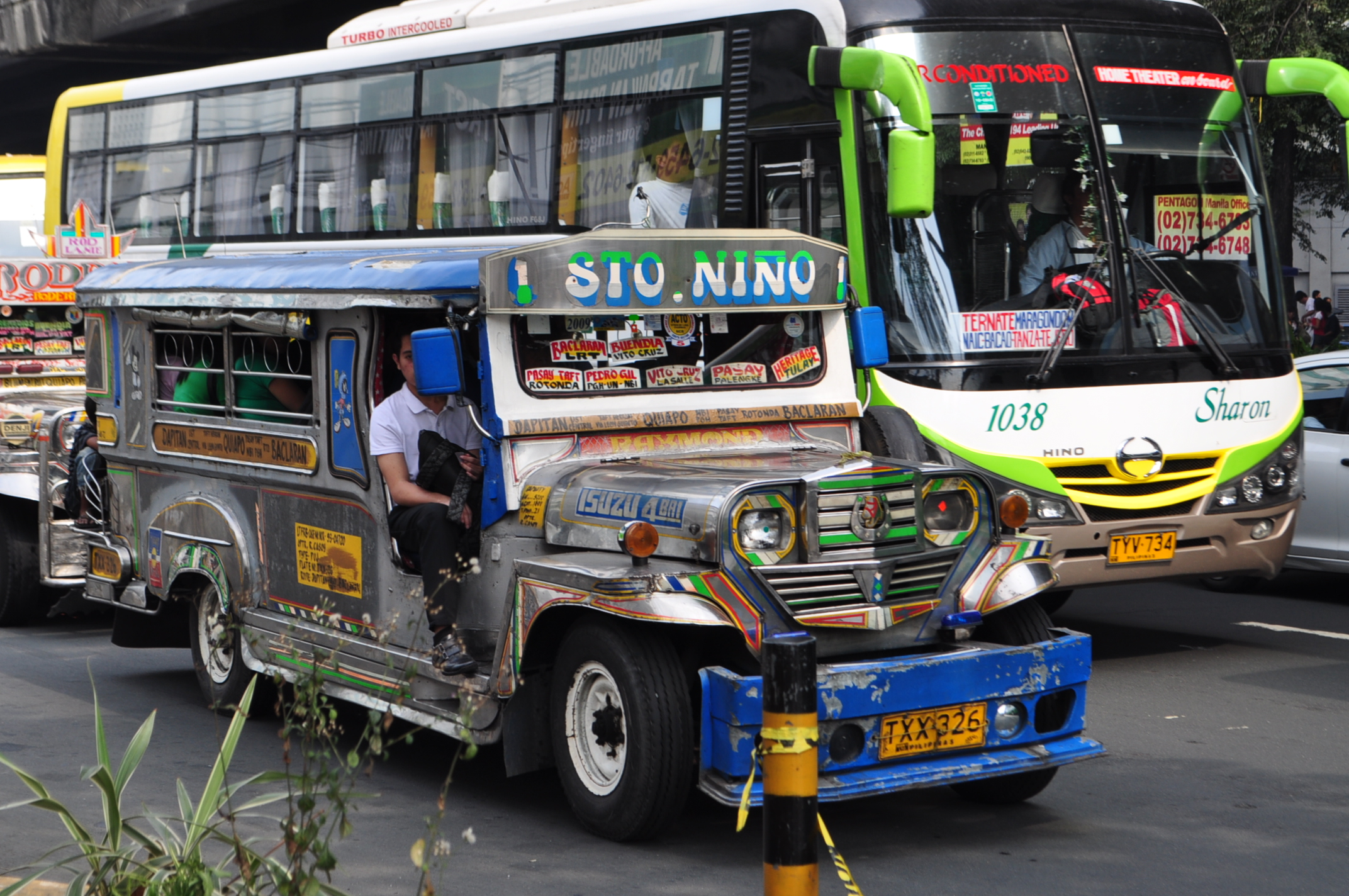
Um micro-ônibus e um ônibus, formas comuns de transporte público nas Filipinas.

A infraestrutura do transporte nas Filipinas é relativamente subdesenvolvida. Isto é, em parte, devido ao terreno montanhoso e a geografia dispersa das ilhas, mas também se deve a um resultado de menor investimento do governo em infraestrutura. Em 2013, cerca de 3% do Produto Interno Bruto (PIB) era investido no desenvolvimento de infraestrutura, que foi menor do que a de alguns de seus países vizinhos. Há 213 151 km de estradas nas Filipinas, com 25,56% das estradas sendo pavimentadas. Ônibus, jeepneys, táxis e triciclos motorizados são comumente disponíveis nas principais cidades e vilas. Em 2007, havia cerca de 5 530 000 veículos registrados, com uma taxa média anual de 4,55% de aumento no registro de veículos.
A Autoridade de Aviação Civil das Filipinas tem a responsabilidade da gestão dos aeroportos e da implementação de políticas sobre o transporte aéreo seguro, com 85 aeroportos públicos que estão atualmente em operação. O Aeroporto Internacional Ninoy Aquino serve a área metropolitana de Manila, junto com o Aeroporto Internacional Clark. A Philippine Airlines — a mais antiga companhia aérea comercial da Ásia que ainda opera sob o seu nome original — e a Cebu Pacific (a principal companhia aérea de baixo custo) são as principais companhias aéreas que servem a maioria dos destinos domésticos e internacionais do país.
Estradas e rodovias consistem em uma rede de estradas nacionais e provinciais, vias expressas, avenidas secundárias e estradas municipais, abrangendo uma extensão de 205 497 km. As vias expressas e rodovias do país são, na sua maioria, localizados na ilha de Luzon, incluindo a estrada Pan-filipina, que liga as ilhas de Luzon, Samar, Leyte e Mindanau. No norte do país, há as rodovias de Norte Luzon, Sul Luzon e a Subic-Clark-Tarlac.
O transporte ferroviário nas Filipinas desempenha um papel vital na locomoção de passageiros e cargas, bem como em viagens de longa distância. A rede ferroviária no país, inclui o Mass Rapid Transit Manila (LRT-1 e LRT-2) e o Manila Metro Rail Transit System (MRT-3), que serve a área metropolitana da capital do país. A Philippine National Railways serve a ilha de Luzon, e a Panay Railways serve a ilha de Panay. Três tipos de sistemas de trem estão atualmente em desenvolvimento: a Automated Guideway Transit — um trem elétrico totalmente automatizado, um sistema de ônibus biarticulado e um trem em escala total de passageiros.
Como um arquipélago, viagens inter-ilhas via embarcação são muitas vezes necessárias. Os portos mais movimentados são o de Manila, Cebu, Iloilo, Davao, Cagayan de Oro e Zamboanga. As companhias de navegação 2GO e Sulpicio Lines realizam o transporte hidroviário na região de Manila, sendo responsáveis por ligar a cidade a várias vilas e outras cidades próximas. A Strong Republic Nautical Highway (SRNH), um conjunto integrado de segmentos rodoviários e rotas aquaviárias, foi criado em 2003, cobrindo 17 cidades Filipinas e possuindo 571 km de extensão. O Pasig River Ferry Service é o único serviço de transporte que cruza o rio Pasig, com rotas que englobam Manila, Makati, Mandaluyong, Pasig e Marikina.

### Ciência e tecnologia
As Filipinas têm prosseguido com os esforços em melhorar o campo da ciência e da tecnologia. O Departamento de Ciência e Tecnologia é a agência responsável pelo desenvolvimento da coordenação de projetos de ciência relacionadas à tecnologia nas Filipinas. O Cientista Nacional das Filipinas é um prêmio do governo do país dado a pessoas que contribuíram para o campo da ciência tecnológica na nação. Cientistas filipinos notáveis incluem Maria Orosa, uma tecnóloga de alimentos famosa por seus produtos alimentares formulados, como nip calamansi, soyalac e o ketchup de banana.
Cientistas filipinos notáveis incluem Fe del Mundo, um pediatra cujo trabalho pioneiro em pediatria como uma prática médica ativa durou oito décadas, Paulo Campos, um médico que foi apelidado como "O Pai da Medicina Nuclear nas Filipinas" por suas contribuições no campo da medicina nuclear, e Ramon Barba, um inventor e horticultor conhecido por seu método para induzir mais flores em árvores de manga.
Em julho de 1996, o país adquiriu o seu primeiro satélite do país, o Palapa (satélite) Palapa B-2P, comprado da empresa indonésia Pasifik Satelit Nusantara, e transferido para um novo slot orbital em 1 de agosto de 1996, sendo rebatizado para Mabuhay. O Agila -2 foi o primeiro satélite filipino não adquirido, lançado em 19 de agosto de 1997. Instituições de pesquisa notáveis estão sediadas no país, entre estas o Instituto Internacional de Pesquisa do Arroz, uma organização de pesquisa e formação internacional independente criada em 1960, com foco no desenvolvimento de novas variedades de arroz e técnicas de manejo da cultura do arroz para ajudar a agricultura do país.

### Comunicações

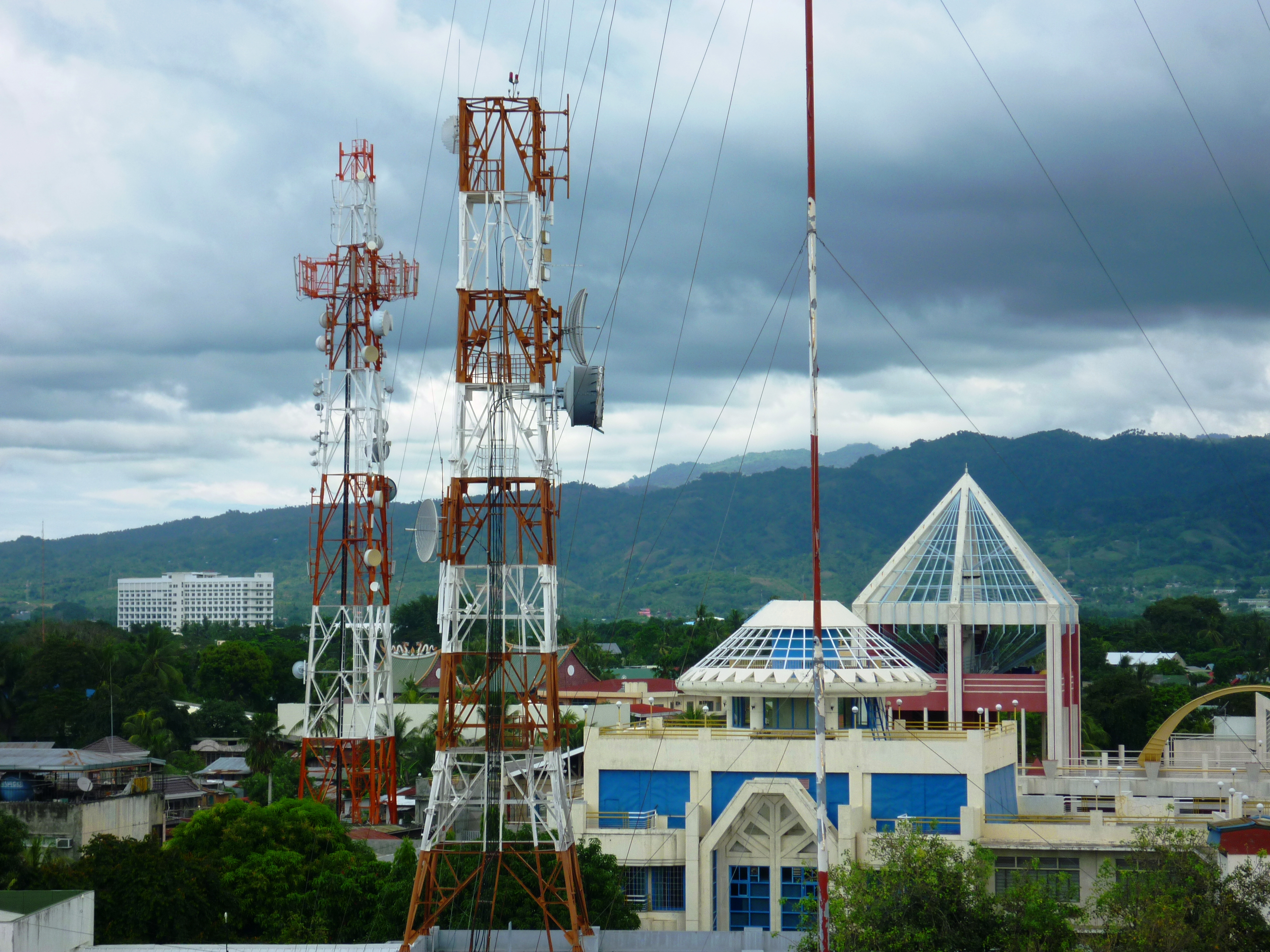
Torres de comunicação em Zamboanga.

As Filipinas possuem um sofisticado setor de telefonia celular e uma alta concentração de usuários. As mensagens de texto é uma forma popular de comunicação e, em 2007, o país enviou uma média de um bilhão de SMS de mensagens por dia. Mais de cinco milhões de usuários de telefonia móvel também usam seus celulares diariamente, fazendo do país um líder entre as nações em desenvolvimento na prestação de transações financeiras através de redes celulares. A Philippine Long Distance Telephone Company é a maior provedora de telecomunicações no país, além de ser uma das maiores empresas nas Filipinas.
A Comissão Nacional de Telecomunicações é o órgão responsável pela fiscalização, julgamento e controle sobre todos os serviços de telecomunicações em todo o país. Há aproximadamente 383 estações de rádio AM e 659 estações de rádio FM, além de 297 canais de televisão aberta e 873 canais de televisão a cabo. Estimativas de usuários de internet nas Filipinas variam amplamente, com números entre um mínimo de 2,5 milhões até 33 milhões de usuários.

## Cultura
A cultura das Filipinas é uma combinação de culturas orientais e ocidentais. O país apresenta aspectos encontrados em outras nações asiáticas com uma herança cultural malaia, mas a sua cultura também apresenta uma quantidade significativa de influências espanholas e norte-americanas. Festas tradicionais, conhecidas como barrio fiestas (festas de bairro), são realizadas para comemorar os dias de festas de santos padroeiros populares.
Os festivais Moriones e Sinulog são um dos mais bem conhecidos. Estas celebrações comunitárias são períodos para festa, música e dança. Algumas tradições, no entanto, estão mudando ou gradualmente sendo esquecidas devido à modernização. A "Bayanihan Philippine National Folk Dance Company" foi elogiada por preservar muitas das várias danças folclóricas tradicionais encontradas em todas as Filipinas. Eles são famosos por suas performances icônicas de danças locais, como o tinikling e singkil, que tanto caracterizam o uso de confronto varas de bambu.

### Arte

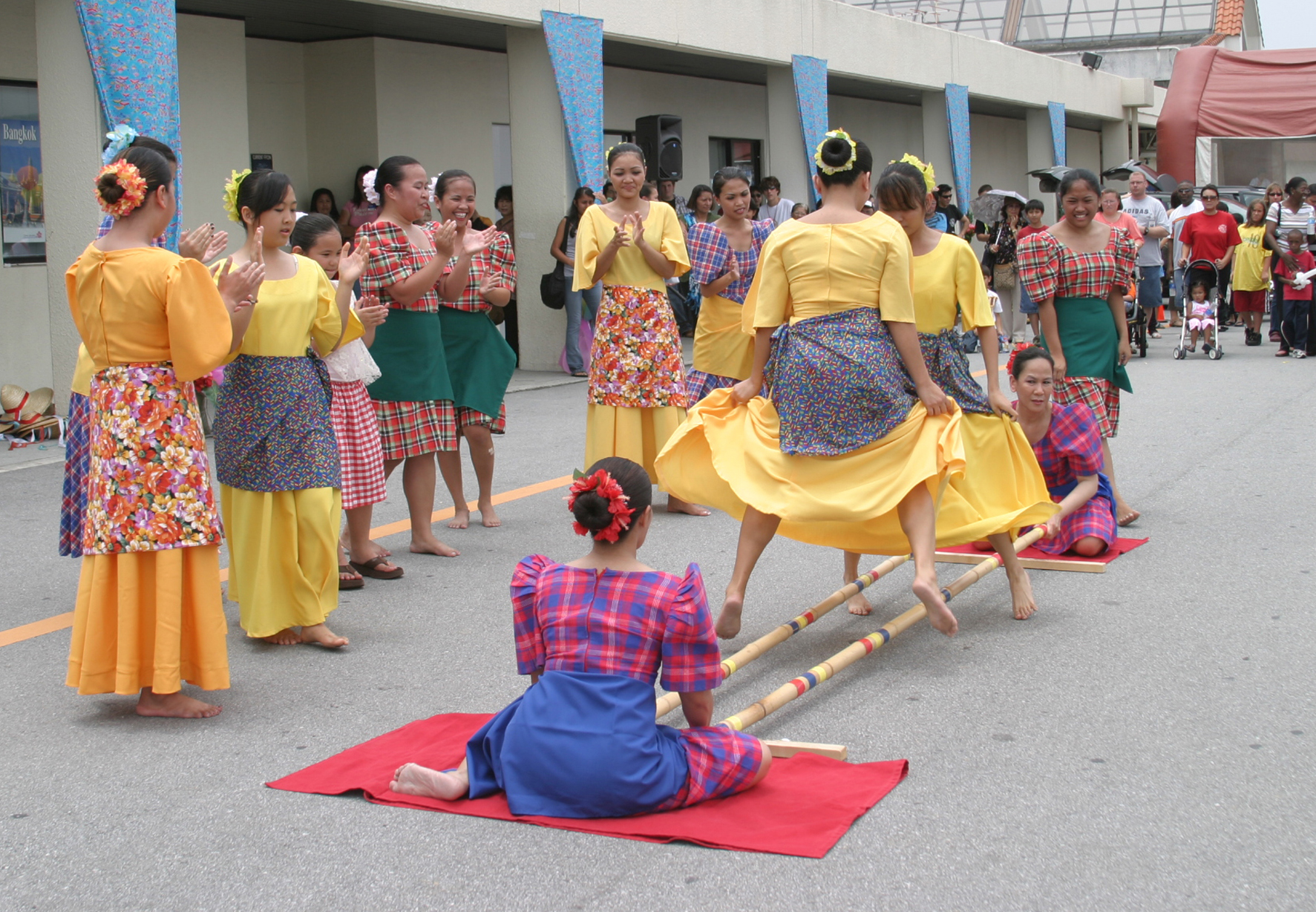
A dança tradicional "Tinikling".

Antes da chegada dos europeus, cada grupo étnico desenvolveu e refinou suas próprias expressões artísticas, influenciados pela arte malaia, chinesa e islâmica. No entanto, foi durante a conquista espanhola que os missionários introduziram técnicas ocidentais para a prática de várias artes. Dessa forma, uma vez que os filipinos se converteram ao cristianismo, eles pararam de esculpir pequenas figuras de ídolos e começaram a fazer retábulos, relevos e esculturas de santos da Igreja Católica.  A partir do século XIX, as obras escultóricas deslocaram-se para outras expressões não religiosas. As obras conhecidas como Tipos do País — esculturas que retratam pessoas de vários grupos étnicos filipinos vivendo suas vidas cotidianas — se tornaram as mais populares.
Semelhante à escultura, as primeiras pinturas filipinas são de natureza religiosa, pois o ensino dessa arte era para uso exclusivo da igreja. No final deste período, a influência europeia ganhou maior força e o classicismo filipino desenvolveu-se. O domínio americano abriu as portas para tendências modernistas na pintura, que enriqueceram a herança pictórica da nação. A Companhia Nacional de Dança Folclórica das Filipinas Bayanihan foi reconhecida pela sua tentativa de preservar muitas das danças tradicionais praticadas nas Filipinas. Suas interpretações de danças filipinas icônicas se tornaram famosas, especialmente em danças como tinikling e singkil, caracterizadas pelo uso de varas de bambu para representar lutas.
A música filipina pode ser classificada em três grupos principais: música folclórica, música de influência espanhola e música contemporânea. A música folclórica abrange todas as tradições que perduram entre os grupos indígenas do país. Os principais instrumentos musicais utilizados são o gongo, o xilofone, as flautas, os tambores de tronco, a harpa, as cítaras de bambu, entre outros. A música influenciada pelos espanhóis é principalmente religiosa, embora formas seculares combinem elementos folclóricos com música hispânica para criar várias canções tradicionais. O principal legado desse estilo são as rondallas e a adaptação filipina dos grupos de estudantes espanhóis. Finalmente, a música contemporânea está fortemente ligada às tendências americanas, ao seu estilo de vida e à sua cultura popular. O pop filipino é um gênero filipino que engloba vários estilos ocidentais, como rock, jazz, hip hop, disco e pop, com as tradições folclóricas do país.
A Comissão Nacional para a Cultura e as Artes (NCCA), criada em 1987 pela presidente Corazón Aquino, é a agência responsável pela criação, promoção, coordenação e regulamentação de todos os programas, políticas e atividades culturais e artísticas. A Ordem dos Artistas Nacionais é o maior reconhecimento concedido pela NCCA aos artistas que fazem contribuições significativas para o desenvolvimento e promoção das artes filipinas.

### Culinária

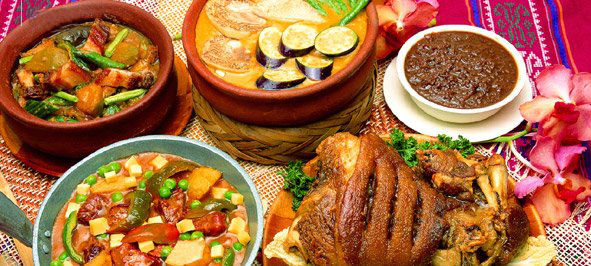
Pratos típicos da culinária filipina

A culinária filipina tem se modificado ao longo de vários séculos, desde as suas origens malaio-polinésia até se tornar uma cozinha misturada com elementos latino-americanos, chineses, americanos e outras influências asiáticas, que foram adaptadas aos ingredientes locais, criando, assim, pratos distintamente filipinos. Os pratos variam, desde os muito simples, como uma refeição de peixe frito com sal e arroz, aos mais elaborados, como as paellas e cocidos criados para festas. Pratos populares incluem lechón, adobo filipino, sinigang, kare-kare, tapa, crispy pata, pancit, lumpia e halo-halo. Alguns ingredientes locais comuns usados na culinária são o calamondins, cocos, saba (uma espécie de bananeira), manga e molho de peixe. A cozinha não é tão picante como as de seus países vizinhos.
Ao contrário de muitos povos asiáticos, os filipinos usam talheres ocidentais nas refeições. No entanto, possivelmente devido ao arroz ser o alimento básico primário e a popularidade de um grande número de guisados e pratos principais com caldo em culinária filipino, o principal emparelhamento de utensílios visto na mesa dos filipinos é o garfo e colher, e não garfo e faca. A maneira tradicional de comer com as mãos, conhecida como Kamayan, é vista com mais freqüência em áreas menos urbanizadas.

### Esportes

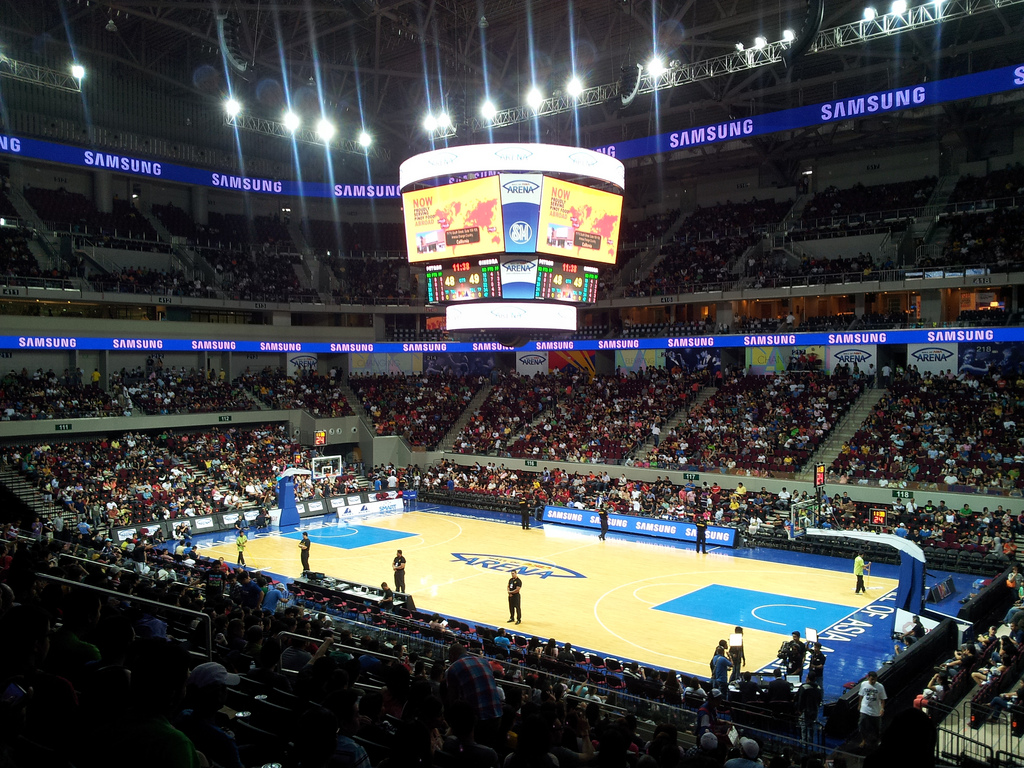
Um jogo de basquete da PBA em Pasay.

Vários esportes e passatempos são populares no país, como basquete, boxe, voleibol, futebol, badminton, karatê, taekwondo, bilhar, boliche, xadrez e sipa. Motocross, ciclismo e montanhismo também estão se tornando populares. Ainda persiste no país a cultura da briga de galos. O basquetebol é jogado em níveis amadores e profissionais e é considerado o esporte mais popular nas Filipinas. Em 2010, Manny Pacquiao foi batizado de "lutador da década" para os anos 2000 pela Boxing Writers Association of America (BBWAA), pelo Conselho Mundial de Boxe (WBC) e pela Organização Mundial de Boxe (WBO). A arte marcial nacional é a eskrima.
As Filipinas participam dos Jogos Olímpicos de Verão desde 1924 e foram o primeiro país do Sudeste da Ásia a competir e a ganhar uma medalha olímpica. O país tinha competido em todos os Jogos Olímpicos de Verão desde então, exceto quando eles participaram do boicote liderado pelos Estados Unidos aos Jogos Olímpicos de Verão de 1980. As Filipinas também são o primeiro país tropical a competir nos Jogos Olímpicos de Inverno.

### Feriados
Todos os anos, o Congresso das Filipinas define um calendário de feriados e datas comemorativas a serem celebradas em todo o país. Esses feriados geralmente coincidem com aniversários de eventos históricos ou são celebrações religiosas. Os principais feriados observados nas Filipinas são:
| Data            | Feriado                                   | Nome local                                               | Notas                                                                                  |
| --------------- | ----------------------------------------- | -------------------------------------------------------- | -------------------------------------------------------------------------------------- |
| 1º de janeiro   | Ano-novo                                  | Araw ng Bagong Taon                                      | Início do calendário gregoriano. 31 de dezembro também não é um dia útil.              |
| 25 de fevereiro | Aniversário da Revolução do Poder Popular | Anibersaryo ng Himagsikang Lakas ng Taumbayan            | Início da Revolução do Poder Popular, que ocorreu em 1986.                             |
| Variável        | Páscoa                                    | Semana Santa                                             | Os dias não úteis são quinta-feira Santa, sexta-feira Santa e sábado Santa.            |
| 9 de abril      | Dia de Batán                              | Araw ng Kagitingan                                       | Ela comemora a Batalha de Batán, que ocorreu durante a Segunda Guerra Mundial.         |
| 1º de maio      | Dia do Trabalhador                        | Araw ng Paggawa                                          | Comemoração do Dia Internacional dos Trabalhadores.                                    |
| 12 de junho     | Dia da Independência                      | Araw ng Kalayaan                                         | Declaração de independência das Filipinas da Espanha.                                  |
| 21 de agosto    | Dia de Benigno Aquino                     | Araw ni Ninoy Aquino                                     | Aniversário do assassinato de Benigno Aquino.                                          |
| Variável        | Dia dos Heróis Nacionais                  | Pambasang Araw ng mga Bayani                             | Comemorado na última segunda-feira de agosto.                                          |
| 1º de novembro  | Dia de Todos os Santos                    | Todos los Santos / Araw ng mga Patay / Araw ng mga Banal | Festa religiosa em homenagem aos mortos. O dia 2 de novembro também não é um dia útil. |
| 30 de novembro  | Dia de Andrés Bonifacio                   | Araw ni Bonifacio                                        | Em homenagem ao nascimento do revolucionário Andrés Bonifacio.                         |
| 25 de dezembro  | Natal                                     | Pasko                                                    | O dia 24 de dezembro também não é um dia útil.                                         |
| 30 de dezembro  | Dia de José Rizal                         | Araw ni Rizal                                            | Em homenagem à morte de José Rizal, poeta e herói nacional.                            |